# Facultad de Lenguas (Universidad Nacional de Córdoba)
La Facultad de Lenguas es una de las facultades de la Universidad Nacional de Córdoba, ubicada en la Ciudad Universitaria y en el centro de la ciudad de Córdoba, Argentina.
Su origen se remonta a 1920 cuando se creó el Departamento de Idiomas, dependiente de la Facultad de Derecho y Ciencias Sociales. Las primeros idiomas que se estudiaban eran francés, italiano y nociones básicas de latín jurídico. En 1926, cambió su nombre a Instituto de Idiomas, que dependía del Rectorado de la Universidad y se amplió la oferta académica con profesorados y traductorados de alemán, francés, inglés e italiano.
En 1943, cambió su nombre primero a Escuela Superior de Lenguas y luego a Escuela Superior de Lenguas Clásicas y Modernas a la vez que se amplió la oferta académica y se modificaron los planes de estudio. Este progresivo crecimiento de la Escuela llevó a la Asamblea Universitaria del 5 de agosto del año 2000 a crear la duodécima Facultad de la Universidad Nacional de Córdoba: la Facultad de Lenguas, que desde el 10 de septiembre de 2001 cuenta con el emblema que la identifica, su escudo. 

## Carreras

### Grado
Actualmente, la facultad ofrece 15 carreras de grado:
Licenciaturas:
- Licenciatura en Lengua y Literatura Alemanas
- Licenciatura de Español Lengua Materna y Lengua Extranjera
- Licenciatura en Lengua y Literatura Francesas
- Licenciatura en Lengua y Literatura Inglesas
- Licenciatura en Lengua y Literatura Italianas

Profesorados:
- Profesorado de Lengua Alemana
- Profesorado de Español Lengua Materna y Lengua Extranjera
- Profesorado de Lengua Francesa
- Profesorado de Lengua Inglesa
- Profesorado de Lengua Italiana
- Profesorado de Lengua Portuguesa

Traductorados:
- Traductorado Público Nacional de Alemán
- Traductorado Público Nacional de Francés
- Traductorado Público Nacional de Inglés
- Traductorado Público Nacional de Italiano

### Posgrado
Además, se dictan 10 carreras de posgrado:
Doctorado:
- Doctorado en Ciencias del Lenguaje

Maestrías:
- Maestría en Lenguajes e Interculturalidad
- Maestría en Enseñanza de Español como Lengua Extranjera
- Maestría en Lengua Inglesa
- Maestría en Cultura y Literaturas Comparadas
- Maestría en Traductología

Especializaciones:
- Especialización en Traducción
- Especialización en Procesos y Prácticas de la Lectura y la Escritura
- Especialización en Didáctica de las Lenguas Extranjeras
- Especialización en Lenguaje y Comunicación Digital